# Pipa (plage de Tibau do Sul)
Pour les articles homonymes, voir Pipa.
Pipa est une plage réputée située dans la municipalité de Tibau do Sul ; État Rio Grande do Norte du Brésil, à 85 km au sud de Natal la capitale de l'État.
Initialement l'endroit était un petit village de pêcheurs avant que l'endroit soit fréquenté par les surfeurs. Depuis les touristes du monde entier viennent à Pipa.
L'endroit est connu pour ses nuits parmi les plus animées de la région avec un grand nombre d'hôtels, pousadas, restaurants, bars qui sont pleins tout au long de l'année.
Une station balnéaire se développe, accueillante où l'on trouve un peu de tout. Une série de plages merveilleuses, à partir de la ville de Tibau do Sul dont Pipa fait partie en passant par le plages de Cacimbinhas, Madeiro, la baie des dauphins (une des plus jolies au Brésil), la plage du centre, et enfin praia dos afogados ou praia do amor un spot de surf de grande qualité.

## Surf
Le spot de surf le plus fréquenté "Praia do Amor" se situe dans une crique au pied de la falaise l'endroit s'appelle aussi "praia dos afogados".
Pipa continue d'attirer de nombreux surfeurs et plus récemment les kite-surfeurs grâce à ses belles vagues et ses vents puissants.
Dans la région de Pipa et Tibau do Sul les spots sont nombreux qui conviendront aux experts comme aux débutants. Au nord de Tibau après avoir traversé l'estuaire, la côte de Georgio Avelino forme une presqu'île déserte. Entre Tibau et Pipa des spots moins fréquentés et mieux adaptés au kite-surf ; au sud de Pipa en direction de Sibaúma d'autres spots sur des plages désertes dans une zone de préservation des tortues marines.
Évidemment dans le village vous trouverez toute l'infrastructure nécessaire, école, achat, location de matériel, hôtellerie et restauration.

Quelque km plus au sud Barra do Cunhaú est un spot idéal pour le kite-surf ; avec des bancs de sable qui forment des bassins calmes idéaux pour l'apprentissage et les vagues de l'océan qui meurent dans l'embouchure du fleuve Curimataú.
- (pt + en + es) 15 spots dans la région listés sur pipa.com

## Histoire
Le nom pipa est dû au fait que les Portugais en passant en bateau virent un rocher en forme de baril de vin. Pipa en portugais signifie baril de vin.
Pipa inscrit son nom dans l'histoire de la guerre du Brésil hollandais, à l'époque de Jean-Maurice de Nassau-Siegen.

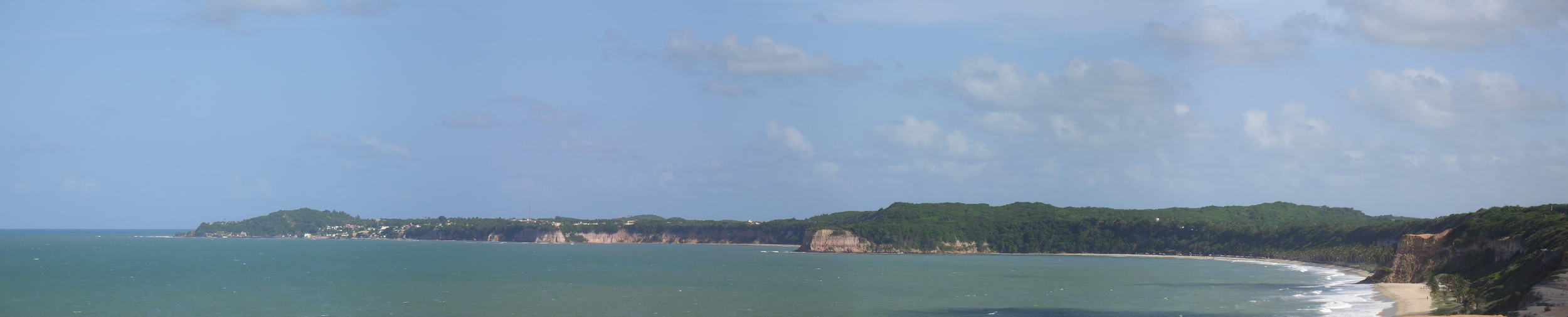
Littoral de Pipa vu depuis Tibau do Sul